# Dieppe (Sena Marítim)
|  | «Dieppe» redirigeix aquí. Vegeu-ne altres significats a «Dieppe-sous-Douaumont». |

Dieppe és un municipi francès situat al departament del Sena Marítim i a la regió de Normandia. L'any 2007 tenia 33.375 habitants.

## Demografia

### Població
El 2007 la població de fet de Dieppe era de 33.375 persones. Hi havia 15.245 famílies de les quals 6.254 eren unipersonals (2.091 homes vivint sols i 4.163 dones vivint soles), 3.960 parelles sense fills, 3.392 parelles amb fills i 1.639 famílies monoparentals amb fills.
La població ha evolucionat segons el següent gràfic:
Habitants censats

### Habitatges
El 2007 hi havia 18.235 habitatges, 15.571 eren l'habitatge principal de la família, 1.183 eren segones residències i 1.481 estaven desocupats. 5.635 eren cases i 12.423 eren apartaments. Dels 15.571 habitatges principals, 5.282 estaven ocupats pels seus propietaris, 10.028 estaven llogats i ocupats pels llogaters i 261 estaven cedits a títol gratuït; 1.141 tenien una cambra, 2.423 en tenien dues, 4.438 en tenien tres, 4.161 en tenien quatre i 3.407 en tenien cinc o més. 6.240 habitatges disposaven pel capbaix d'una plaça de pàrquing. A 8.237 habitatges hi havia un automòbil i a 2.360 n'hi havia dos o més.

### Piràmide de població
La piràmide de població per edats i sexe el 2009 era:
| Homes | Edats   | Dones |
| ----- | ------- | ----- |
| 16    | 95 o +  | 55    |
| 44    | 90 a 94 | 222   |
| 173   | 85 a 89 | 463   |
| 217   | 80 a 84 | 524   |
| 577   | 75 a 79 | 916   |
| 671   | 70 a 74 | 1.027 |
| 761   | 65 a 69 | 1.044 |
| 697   | 60 a 64 | 827   |
| 649   | 55 a 59 | 763   |
| 1.010 | 50 a 54 | 1.110 |
| 1.204 | 45 a 49 | 1.343 |
| 1.119 | 40 a 44 | 1.154 |
| 1.107 | 35 a 39 | 1.196 |
| 1.157 | 30 a 34 | 1.277 |
| 1.255 | 25 a 29 | 1.401 |
| 1.051 | 20 a 24 | 1.120 |
| 1.276 | 15 a 19 | 1.185 |
| 1.270 | 10 a 14 | 1.095 |
| 1.066 | 5 a 9   | 1.068 |
| 895   | 0 a 4   | 901   |

## Economia
El 2007 la població en edat de treballar era de 20.627 persones, 14.190 eren actives i 6.437 eren inactives. De les 14.190 persones actives 11.712 estaven ocupades (6.039 homes i 5.673 dones) i 2.479 estaven aturades (1.190 homes i 1.289 dones). De les 6.437 persones inactives 2.041 estaven jubilades, 1.755 estaven estudiant i 2.641 estaven classificades com a «altres inactius».

### Ingressos
El 2009 a Dieppe hi havia 15.521 unitats fiscals que integraven 32.078 persones, la mediana anual d'ingressos fiscals per persona era de 14.618 €.

### Activitats econòmiques
Dels 1.860 establiments que hi havia el 2007, 22 eren d'empreses extractives, 38 d'empreses alimentàries, 4 d'empreses de fabricació de material elèctric, 3 d'empreses de fabricació d'elements pel transport, 53 d'empreses de fabricació d'altres productes industrials, 97 d'empreses de construcció, 605 d'empreses de comerç i reparació d'automòbils, 52 d'empreses de transport, 201 d'empreses d'hostatgeria i restauració, 24 d'empreses d'informació i comunicació, 81 d'empreses financeres, 91 d'empreses immobiliàries, 215 d'empreses de serveis, 243 d'entitats de l'administració pública i 131 d'empreses classificades com a «altres activitats de serveis».
Dels 406 establiments de servei als particulars que hi havia el 2009, 1 era una comissaria de policia, 2 oficines d'administració d'Hisenda pública, 2 oficines del servei públic d'ocupació, 1 gendarmeria, 4 oficines de correu, 23 oficines bancàries, 5 funeràries, 16 tallers de reparació d'automòbils i de material agrícola, 4 tallers d'inspecció tècnica de vehicles, 6 establiments de lloguer de cotxes, 12 autoescoles, 6 paletes, 12 guixaires pintors, 23 fusteries, 27 lampisteries, 11 electricistes, 9 empreses de construcció, 45 perruqueries, 4 veterinaris, 11 agències de treball temporal, 130 restaurants, 30 agències immobiliàries, 9 tintoreries i 13 salons de bellesa.
Dels 290 establiments comercials que hi havia el 2009, 1 era, 8 supermercats, 1 un supermercat, 1 una gran superfície de material de bricolatge, 16 botiges de menys de 120 m², 31 fleques, 26 carnisseries, 2 botigues de congelats, 7 peixateries, 12 llibreries, 86 botigues de roba, 16 botigues d'equipament de la llar, 14 sabateries, 10 botigues d'electrodomèstics, 9 botigues de mobles, 15 botigues de material esportiu, 1 una botiga de material esportiu, 4 drogueries, 6 perfumeries, 9 joieries i 15 floristeries.
L'any 2000 a Dieppe hi havia 18 explotacions agrícoles que ocupaven un total de 485 hectàrees.

## Equipaments sanitaris i escolars
El 2009 hi havia 1 hospital de tractaments de curta durada, 2 hospitals de tractaments de mitja durada (seguiment i rehabilitació), 1 un hospital de tractaments de llarga durada, 3 psiquiàtrics, 1 centre d'urgències, 1 maternitat, 2 centres de salut, 16 farmàcies i 6 ambulàncies.
El 2009 hi havia 11 escoles maternals i 12 escoles elementals. A Dieppe hi havia 5 col·legis d'educació secundària, 4 liceus d'ensenyament general i 1 liceu tecnològic. Als col·legis d'educació secundària hi havia 2.387 alumnes, als liceus d'ensenyament general n'hi havia 3.012 i als liceus tecnològics 405.
Dieppe disposava de 2 centres de formació no universitària superior de formació sanitària.

## Personatges il·lustres
- Louis-Victor de Broglie (1892-1987), físic, Premi Nobel de Física de 1929.

## Poblacions més properes
El següent diagrama mostra les poblacions més properes.